# Шаумбург-Ліппське князівство

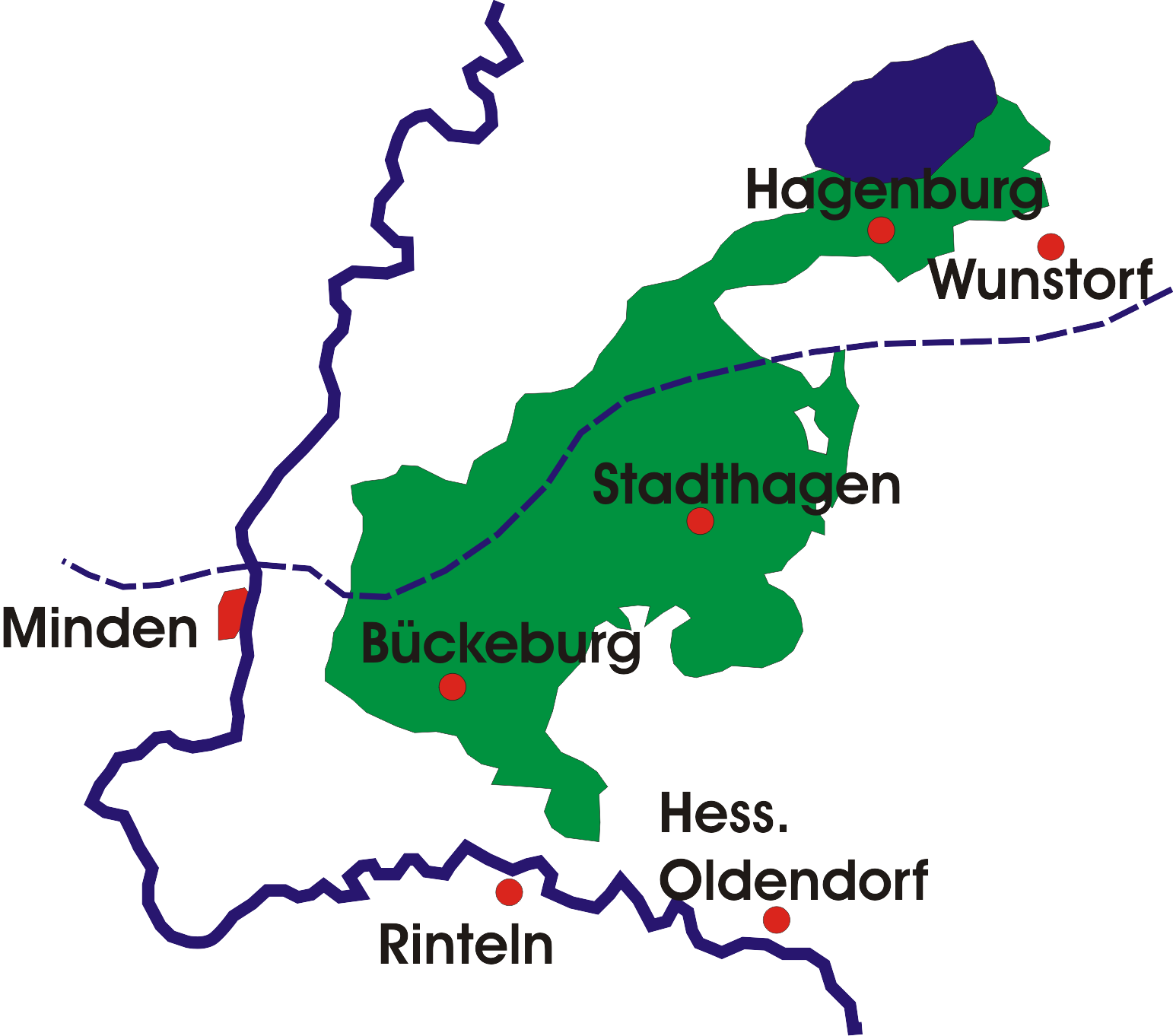
Князівство та Вільна держава Шаумбург-Ліппе
у 1807―1945 роках

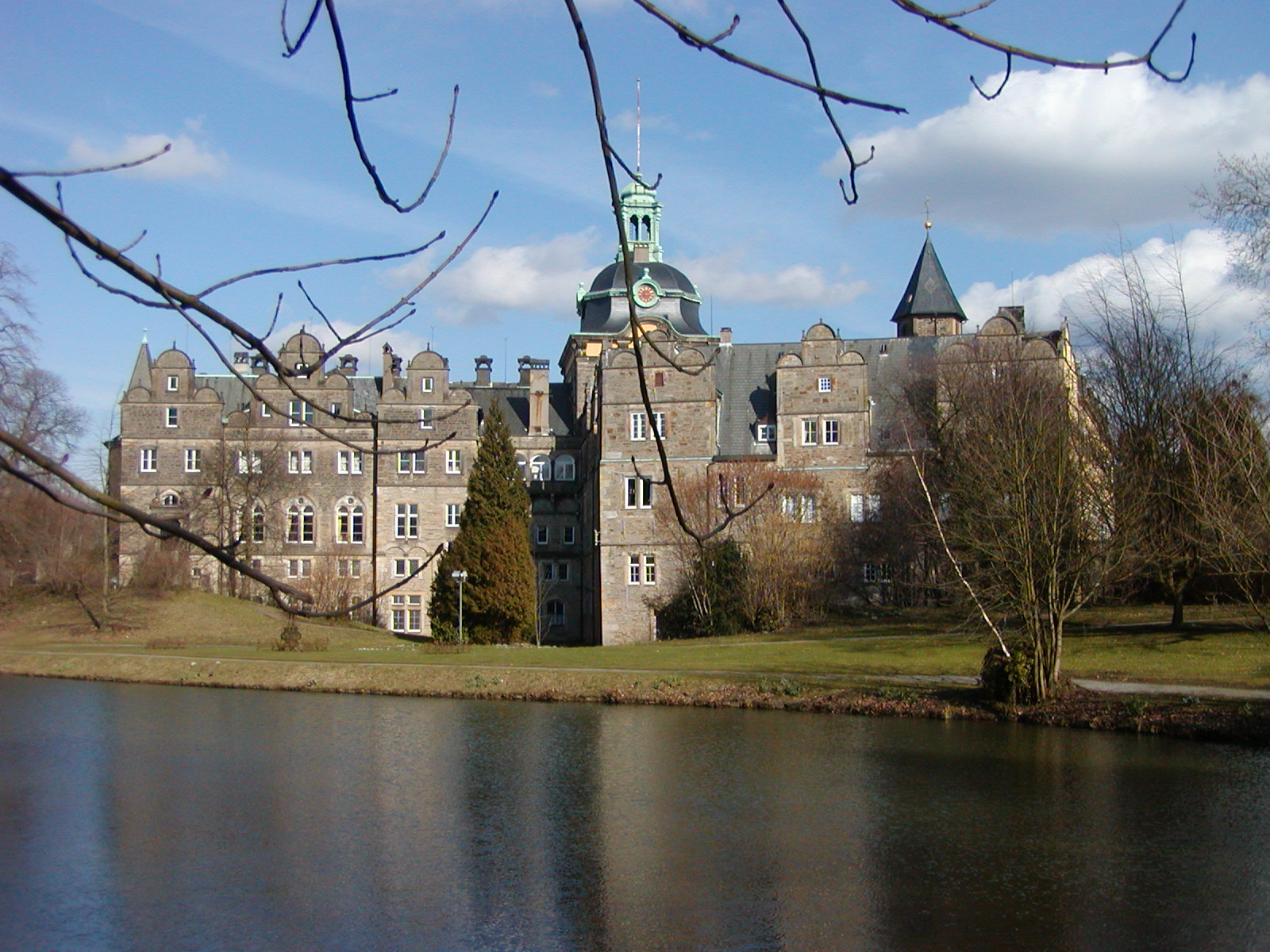
Палац Бюкебургів,
резиденція князів Шаумбург-Ліппських

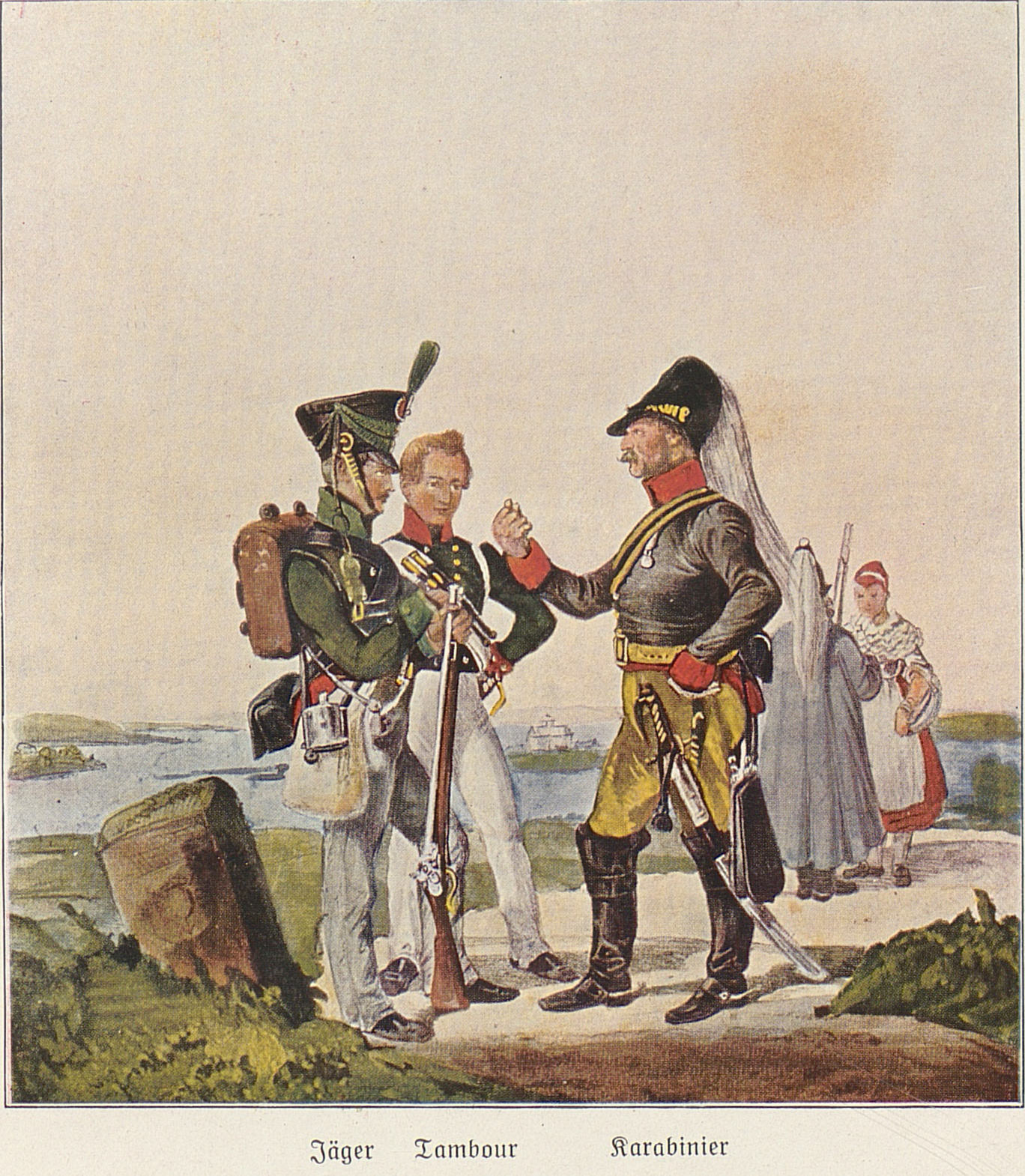
Уніформа військовиків у князівстві. 1815

Шаумбург-Ліппське князівство (нім. Fürstentum Schaumburg-Lippe) — князівство у складі Німецької імперії. З 1647 року існувало як Шаумбург-Ліппське графство (нім. Grafschaft Schaumburg-Lippe), з 1807 року отримало статус князівства. В 1918 році отримало статус вільної держави. Розміщувалося біля північного відрогу Везерських гір на території нинішньої Нижньої Саксонії. Площа 340,2 км². Населення у 1901 році — 43 132 особи, серед них 89,5 % лютеран, 8 % реформатів, 1,5 % католиків і 1 % євреїв. У той самий час там було 92 населених пункти (2 міста — Бюккебург і Штадтгаген, 2 містечка та 88 сіл).

## Історія
У 1640 році помер володар Шаумбурзького графства Отто V Гольштейн-Шаумбурзький, який не залишив жодного спадкоємця. Внаслідок цього відбувся поділ графства між Брауншвейг-Люнебурзьким герцогством, Гессен-Кассельським ландграфством, та Ліппським графством.
Спочатку становище Шаумбург-Ліппського графства було не дуже певним. Йому довелося ділити широкий спектр установ та об'єктів із Шаумбурзьким графством (яке належало Гессен-Касселю), наприклад представницьку асамблею та високопродуктивні шахти Бюкберга, а також на нього зберігало деякі феодальні права німецьке імперське Гессен-Кассельському князівству. Щоб протистояти цим загрозам, Вільгельм Шаумбург-Ліппський, який правив у 1748—1777 роках, утримував досить велику армію з 1000 військовослужбовців.